# 센다이번
센다이 번(일본어: 仙台藩 센다이한[*])은 일본 에도 시대의 번으로, 무쓰국 미야기군 센다이 성에 거점을 두었다. 도자마 다이묘인 다테 마사무네가 입번하였고, 폐번치현 때까지 다테 가문 본종가가 통치했다.
지번으로 이치노세키번, 이와누마번이 있다.

## 번의 역사
도요토미 히데요시 정권하에서 다테 마사무네는 도쿠가와 이에야스, 마에다 도시이에에 필적하는 대다이묘였다. 히데요시는 사망 직전에 고다이로를 지명하고 후사를 의탁하는데, 마사무네는 호조 우지마사, 우지나오 부자와 결탁하여 히데요시와 적대하였기 때문에 고다이로로 지명되지 않았다. 하지만 히데요시 사후 도쿠가와 이에야스는 마사무네와 인척관계를 맺었고, 마사무네도 이에야스에 협력하여 마에다 도시이에, 이시다 미쓰나리 등과 대립하였다. 이에야스와 마사무네를 중심으로 하는 세력과 나머지 고다이로와 미쓰나리의 세력 간의 대립은 점차 첨예해지면서 결국 세키가하라 전투로 이어지게 된다. 마사무네는 이러한 분쟁의 혼란을 틈타 옛 영지를 회복하려 했고, 이에야스는 그런 마사무네에게 세키가하라 전투의 직접적 요인을 제공한 우에스기 가게카쓰의 움직임을 봉쇄하는 중요한 역할을 부여했다. 그러면서 이에야스는 동군이 승리하게 되면 히데요시에게 몰수당한 다테군, 오키타마 군 등의 옛 땅을 돌려주어 소유 영지를 100만 석까지 올려주겠다고 약속하였다.
하지만 전투가 장기화될 것이라 예측한 마사무네는 자신의 영역을 늘릴 전략을 세워, 우에스기의 영지로 쳐들어가 갓타군을 점령했고, 우에스기 세력에 쳐들어간 모가미 요시아키에게 원군을 보냈지만 전투에 있어서는 방관했다. 또 같은 동군인 난부 노부나오가 다스리는 와가군에서 옛 영주 와가 다다치카를 지원하여 와가 잇키를 일으켰다. 하지만 중앙에서의 전투는 짧은 기간 내에 끝나버렸고, 마사무네가 취한 영지는 그리 많지 않았으며 잇키 선동도 실패로 돌아갔다. 이에야스는 마사무네의 배신 행위를 눈감아주는 대신 100만 석 영지 약속을 무효로 했다. 노골적인 야심으로 인해 이에야스에게 의심을 사게 된 마사무네는 세키가하라 전투 승전 이후에도 영지로 복귀하지 못하고, 에도의 공사 작업에 동원되는 등 2년 동안을 영지 밖에서 보내게 되었다. 그러는 동안 게이초 6년(1601년)에 마사무네는 고쿠분 가문의 거점인 지요 성을 수축해서 센다이 성으로 개칭하고, 거점을 이와데야마 성에서 센다이로 옮겼다. 마사무네를 초대 번주로 한 센다이 번(62만 석)은 여기에서 성립되었다.
게이초 18년(1613년), 마사무네는 센다이 번과 스페인의 태평양 무역을 도모하여, 가신 하세쿠라 쓰네나가를 외교사절로 임명하여 하세쿠라 일행 180여 명을 멕시코, 스페인, 그리고 로마에 파견했다. 당시 서일본 지역의 번들을 중심으로 동남아시아 지역과의 무역이 활발히 이루어지고 있었는데, 직접 유럽과 교역을 하게 되면 더 많은 이익을 얻게 될 것이라는 예측이 사절 파견에 작용했다. 혹은 이 외교 사절의 진짜 목적이 스페인 무적함대를 일본으로 불러들여 마사무네 군과의 공동작전에 참여시켜 도쿠가와 막부를 타도하려는 데에 있었다는 주장도 있다. 어쨌든 사절 파견은 이듬해 막부가 크리스트교 금교령을 내리고 신도들과 선교사들을 탄압하자, 이 정보를 스페인이 입수함에 따라 결국 교섭이 실패로 돌아갔다.
이에야스 사후 마사무네는 결국 거병과 막부 타도를 단념하고 도쿠가와 막부의 중진이 되는 길을 택했다. 마사무네의 뒤를 이은 2대 번주 다테 다다무네는 내정에 충실함과 동시에, 도쿠가와 히데타다의 양녀 후리히메를 정실로 맞이하는 등 쇼군 가문과의 관계를 긴밀히 하고, 막부에 대한 순종적 태도를 보여 막부의 경계를 풀고자 노력했다. 하지만 후리히메의 자식으로 후계자로 지목되었던 미쓰무네가 요절하면서, 구시게 다카무네의 딸 가이히메의 소생인 쓰나무네가 후계자가 되었다. 가이히메의 언니 구시게 다카코가 고사이 천황의 생모로, 쓰나무네는 천황의 종형제가 되는지라 막부로부터 경계의 대상이 되었다 하며, 다테 소동이 일어나자 쓰나무네는 은거 처분을 받았다. 그 뒤를 이은 번주 다테 쓰나무라는 중신들 간의 대립에 빠져 다시 가문 소동에 휘말리게 되었다. 5대 번주 다테 요시무라는 혼란을 극복하고 선정을 베풀어, 중흥의 아버지로 불리는 인물이다. 요시무네는 번 재정을 재건하는 한편, 막부에 동전 주조를 요청하여 센다이 번 내의 동 광산을 이용한다는 조건하에 승인받았다. 그리하여 이시노마키에 동전 주조장을 설치하고 간에이쓰호를 주조했다. 그 외에도 비단, 말 생산을 장려하였으며, 6대 번주 다테 무네무라 때에도 이러한 재정책은 유지되었다.
메이지 유신 무렵, 센다이 번은 보신 전쟁에서 오우에쓰 열번동맹의 맹주로 등장하였다. 아이즈번과 쇼나이번에 대한 동정적 분위기와 신정부의 횡포에 대한 반발에 힘입어 떨쳐 일어난 센다이 번은 일본 내에서도 상당한 병사 수를 자랑하고 있었고, 에조치 경비 임무를 맡은 터라 신정부군에도 뒤지지 않는 화력과 병기를 보유하고 있었지만, 사쓰마번, 조슈번이 영국으로부터 구입한 화기와의 성능 차이 등으로 번벌 정부에 밀리게 되었다. 시라카와 성 공방전에서는 아이즈 번과 함께 북부 정부의 주력군으로서 분전하였고, 히라카타 전선에서도 신정부군과 교전하였으나, 양쪽 전선에서 패하고 퇴각했다. 센다이 번은 북상해 오는 신정부군에 맞서 격전을 벌였으나 소마 나카무라 번의 배신으로 대패, 1266명이 전사하면서 결국 투항했다. 메이지 정부로부터 적군의 맹주라는 책임을 추궁당하고, 센다이 번은 28만 석으로 감봉되었으며, 이 급격한 감봉으로 인해 센다이 번의 번사들은 경제적 타격을 입게 되었다. 번사들 중에는 살 길을 찾아 귀농하거나, 신천지를 찾아 홋카이도로 이주하는 사람들이 많았는데, 이들에 의한 홋카이도 개척은 이 무렵부터 시작되었다. 한편 센다이 번의 주요 시설들은 신정부에 의해 접수되어, 센다이 성은 군사시설로, 와카바야시 성은 형무소 및 수용 시설로 사용되었다. 폐번치현으로 센다이 번은 폐지되어, 센다이 현, 가쿠다 현, 도메 현, 이사와 현으로 나뉘었다. 최종적으로는 북부 일부는 이와테현으로, 소마 신치정은 후쿠시마현으로 편입되었고, 그외 대부분의 지역은 미야기현에 들어갔다.

## 역대 번주
1. 다테 마사무네(伊達政宗) 재위 1600년 ~ 1636년
2. 다테 다다무네(伊達忠宗) 재위 1636년 ~ 1658년
3. 다테 쓰나무네(伊達綱宗) 재위 1658년 ~ 1660년
4. 다테 쓰나무라(伊達綱村) 재위 1660년 ~ 1703년
5. 다테 요시무라(伊達吉村) 재위 1703년 ~ 1743년
6. 다테 무네무라(伊達宗村) 재위 1743년 ~ 1756년
7. 다테 시게무라(伊達重村) 재위 1756년 ~ 1790년
8. 다테 나리무라(伊達斉村) 재위 1790년 ~ 1796년
9. 다테 지카무네(伊達周宗) 재위 1796년 ~ 1809년(1812년)
10. 다테 나리무네(伊達斉宗) 재위 1812년 ~ 1819년
11. 다테 나리요시(伊達斉義) 재위 1819년 ~ 1828년
12. 다테 나리쿠니(伊達斉邦) 재위 1828년 ~ 1841년
13. 다테 요시쿠니(伊達慶邦) 재위 1841년 ~ 1868년
14. 다테 무네모토(伊達宗基) 재위 1868년 ~ 1870년
15. 다테 무네아쓰(伊達宗敦) 재위 1870년 ~ 1871년

## 같이 보기
- 다테 가문
- 이치노세키번
- 이와누마번